# Arkadi Vainer
Arkadi Alexandrovitch Vainer (en ruso : Аркадий Александрович Вайнер), nacido el 13 de enero de 1931 en Moscú y fallecido en la misma ciudad el 25 de abril de 2005, fue un escritor ruso.

## Biografía
Arkadi Vainer nace en Moscú en 1931 en una familia de origen judía. Después de sus estudios universitarios se convierte en juez de instrucción.
Durante los años 1970 escribe junto a su hermano Guergui una decena de novelas negras que se venden por millones. El más conocido, 38 de la calle Petrovka se convierte en serie televisiva en la URSS. Los propios hermanos Vainer redactan el guion de la serie cuyo actor estrella es Vladímir Vysotski.
Entre 1976 y 1980 escribe junto a su hermano su obra maestra, El Evangelio del verdugo, que solo será publicada en 1990.
Arkadi Vainer fallece en Moscú de un infarto de corazón en 2005. Es enterrado en el cementerio Vostriakovo.